# Città Vecchia (Trieste)
(Italo Svevo, «La coscienza di Zeno», 1923)
(Umberto Saba, «Trieste e una donna», 1912)

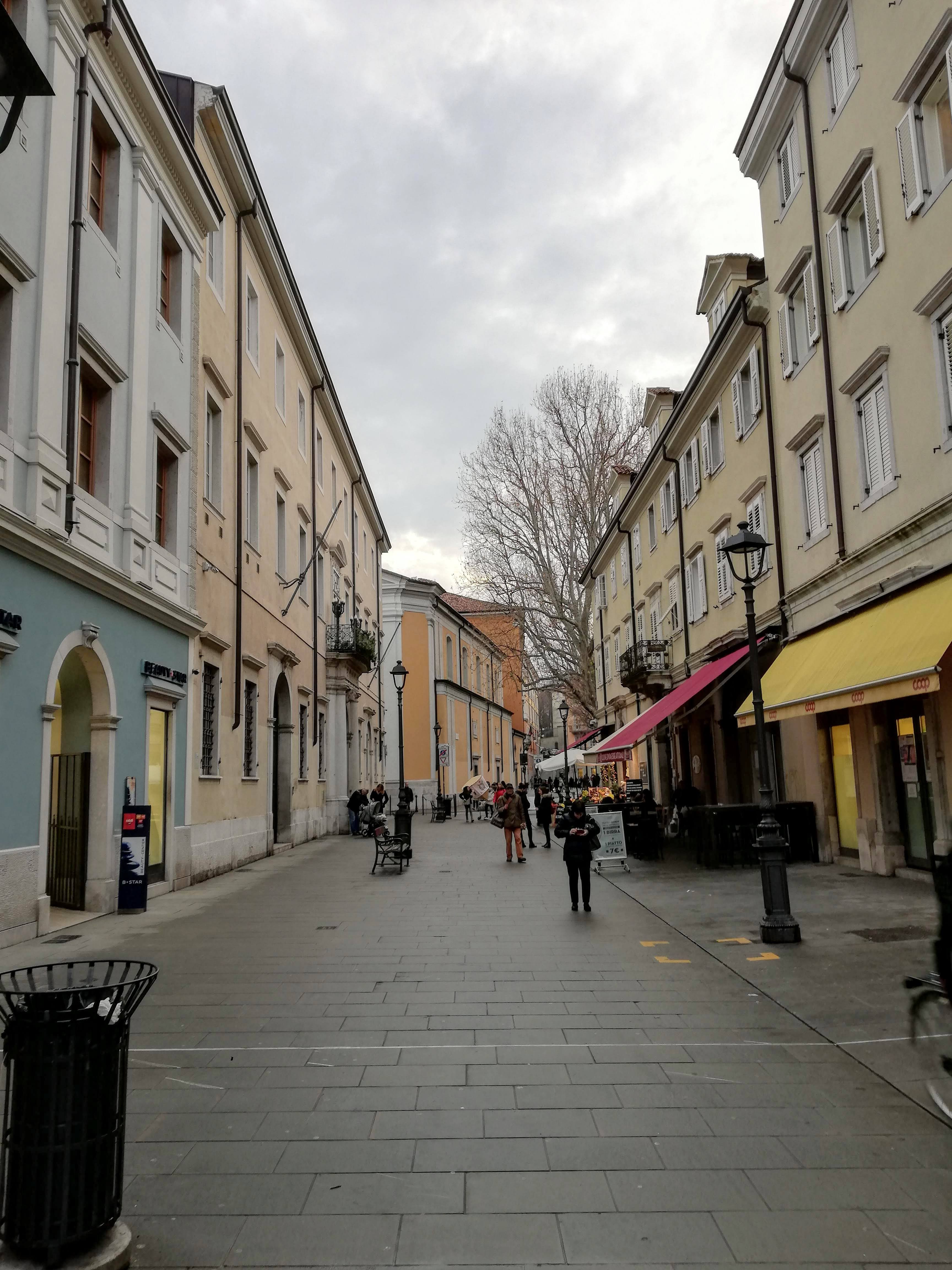
Via di Cavana

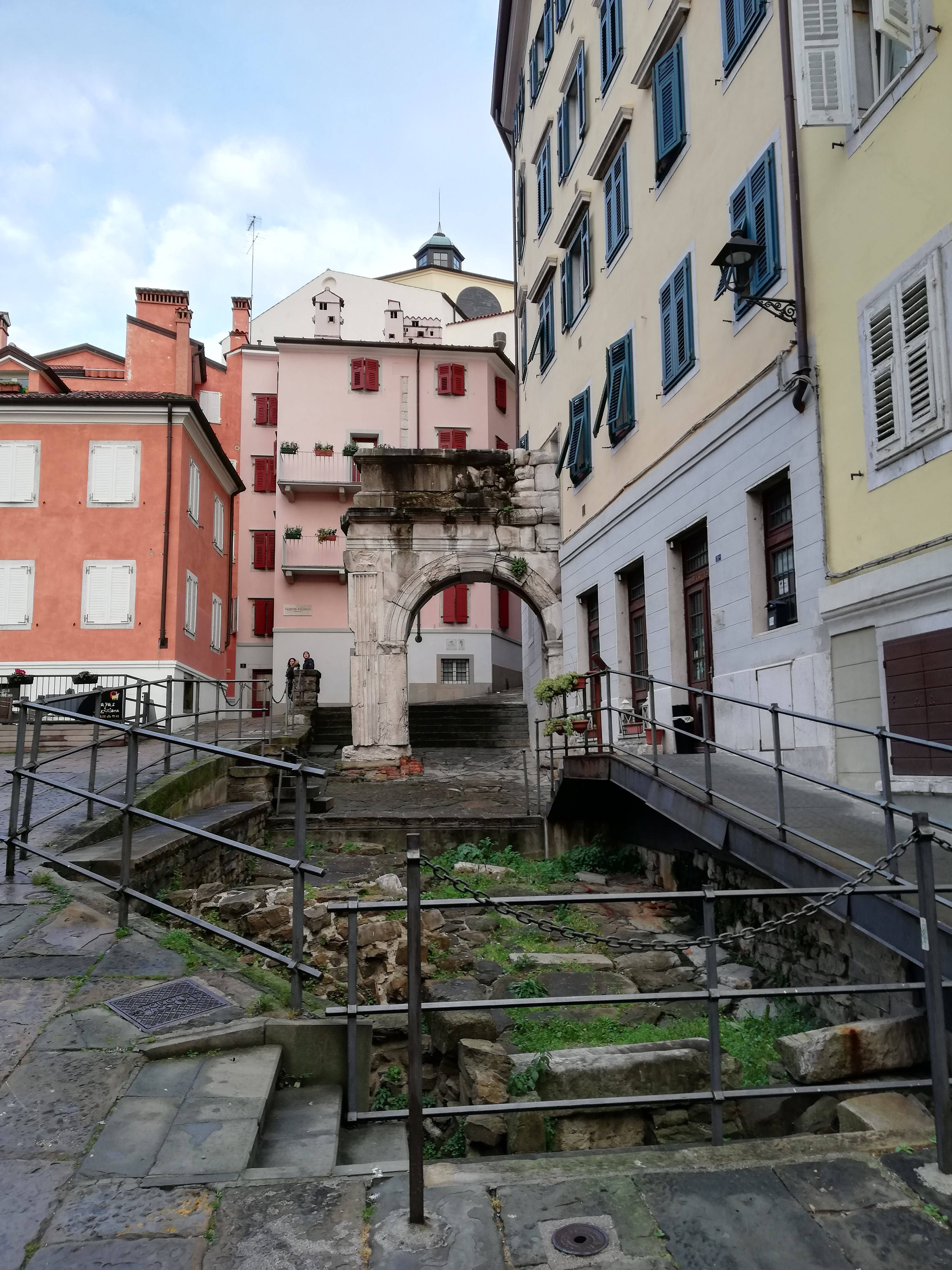
L'Arco di Riccardo

Città Vecchia (Zità Vecia in dialetto triestino) è il centro storico di Trieste, con circa 2 000 abitanti.
È posta tra i quartieri di Cavana, San Giusto e l'antico ghetto ebraico; è il centro storico e il più antico insediamento urbano di Trieste. Assieme ai quartieri di Borgo Teresiano e Barriera Nuova fa parte della IV Circoscrizione.

## Geografia fisica

### Territorio
La Città Vecchia è compresa in un dislivello di circa 60 metri: esso declina dal colle di San Giusto, alto appunto 60 m s.l.m., fino ad un'area pianeggiante presso le rive del Mare Adriatico, nella zona di piazza Unità.
Nel settore collinare, oltre al castello e alla cattedrale, è presente un parco denominato Parco della Rimembranza; sotto il colle sono presenti un'importante arteria cittadina, la Galleria Scipione de Sandrinelli e un parcheggio sotterraneo.

### Idrografia

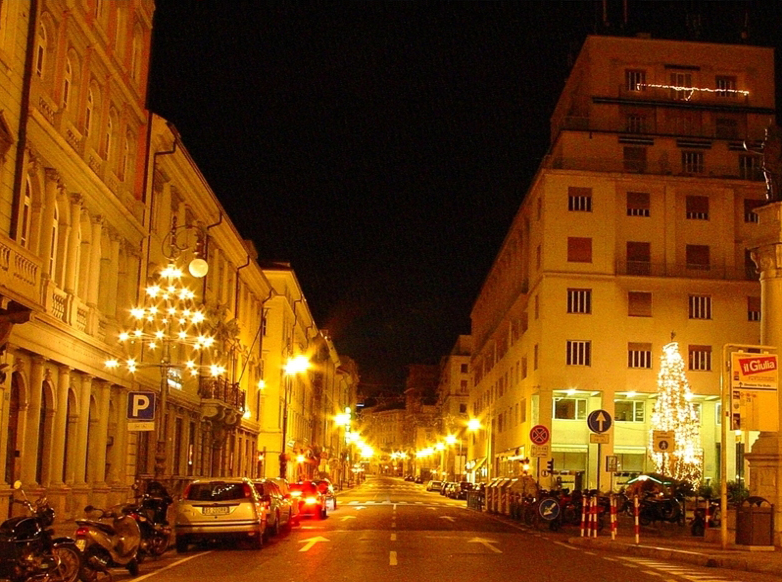
Corso Italia, dove un tempo scorreva il rio Pondares

Nonostante la frazione sorga in pieno centro cittadino, fino alla metà dell'Ottocento erano presenti dei piccoli corsi d'acqua, ora interrati o prosciugati. I più importanti erano:
- rio Pondares: scorreva lungo la via omonima, ai piedi del colle di Montuzza, scendendo lungo l'attuale Corso Italia, dove lambiva le vecchie mura medievali, e sfociando probabilmente presso la "portizza";[6]
- rio San Michele: piccolo corso d'acqua che sgorgava tra i colli di San Vito e San Giusto, scendeva seguendo un percorso quasi parallelo rispetto all'odierna ed omonima via, lambendo le mura medievali, e sfociava dove oggi è situata l'ex pescheria centrale/acquario.

## Monumenti e luoghi d'interesse

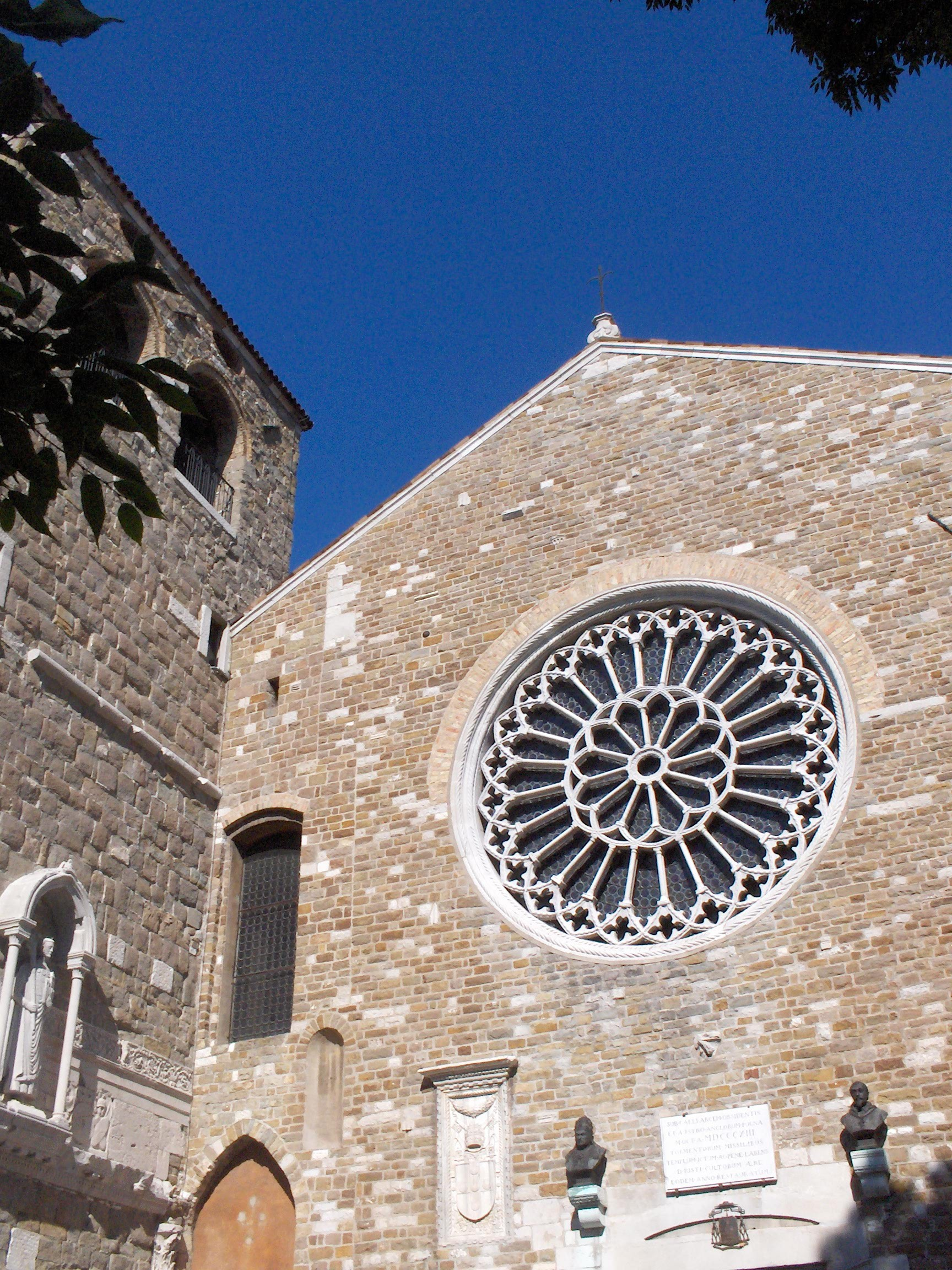
La basilica di San Giusto

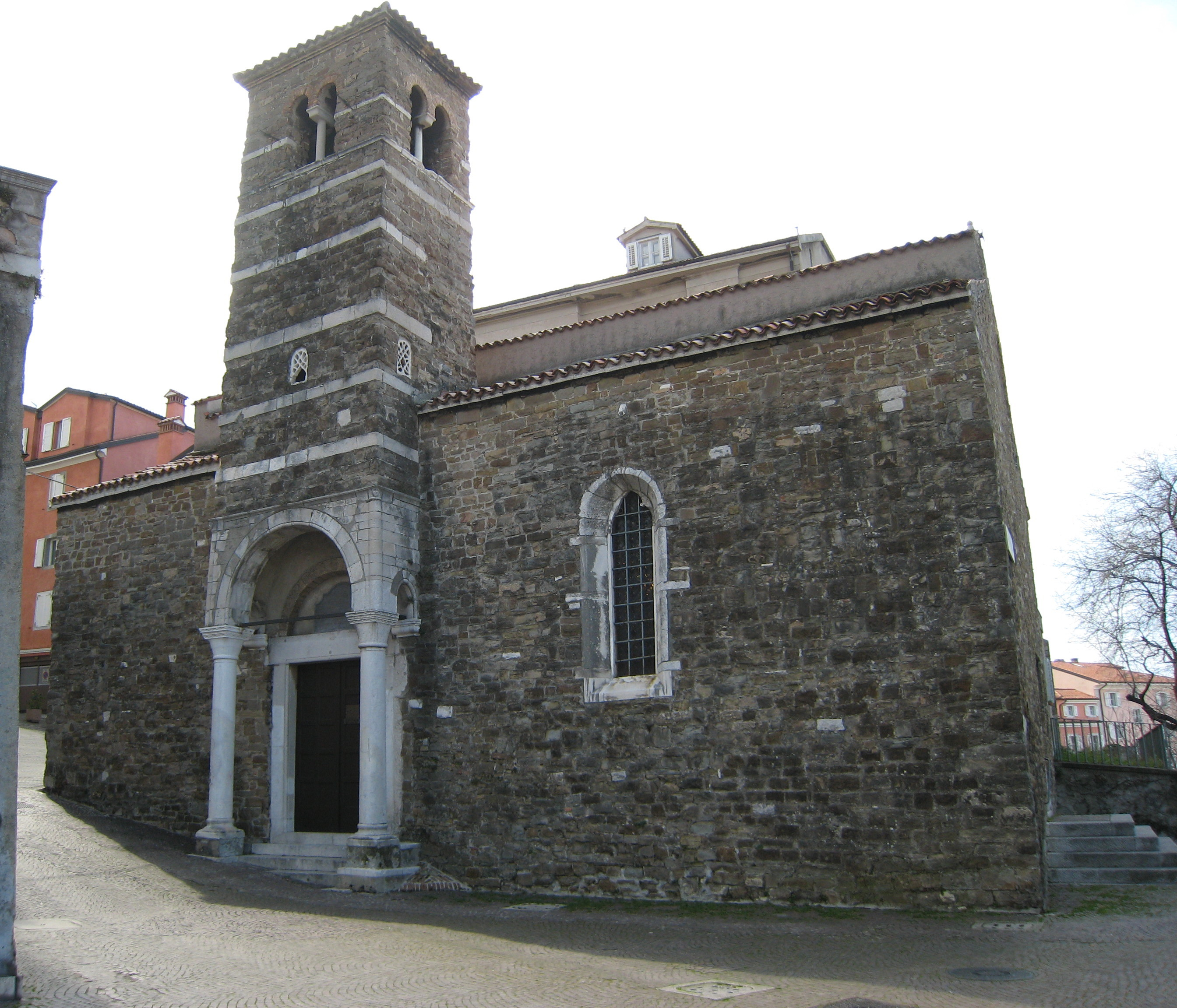
La chiesa di San Silvestro

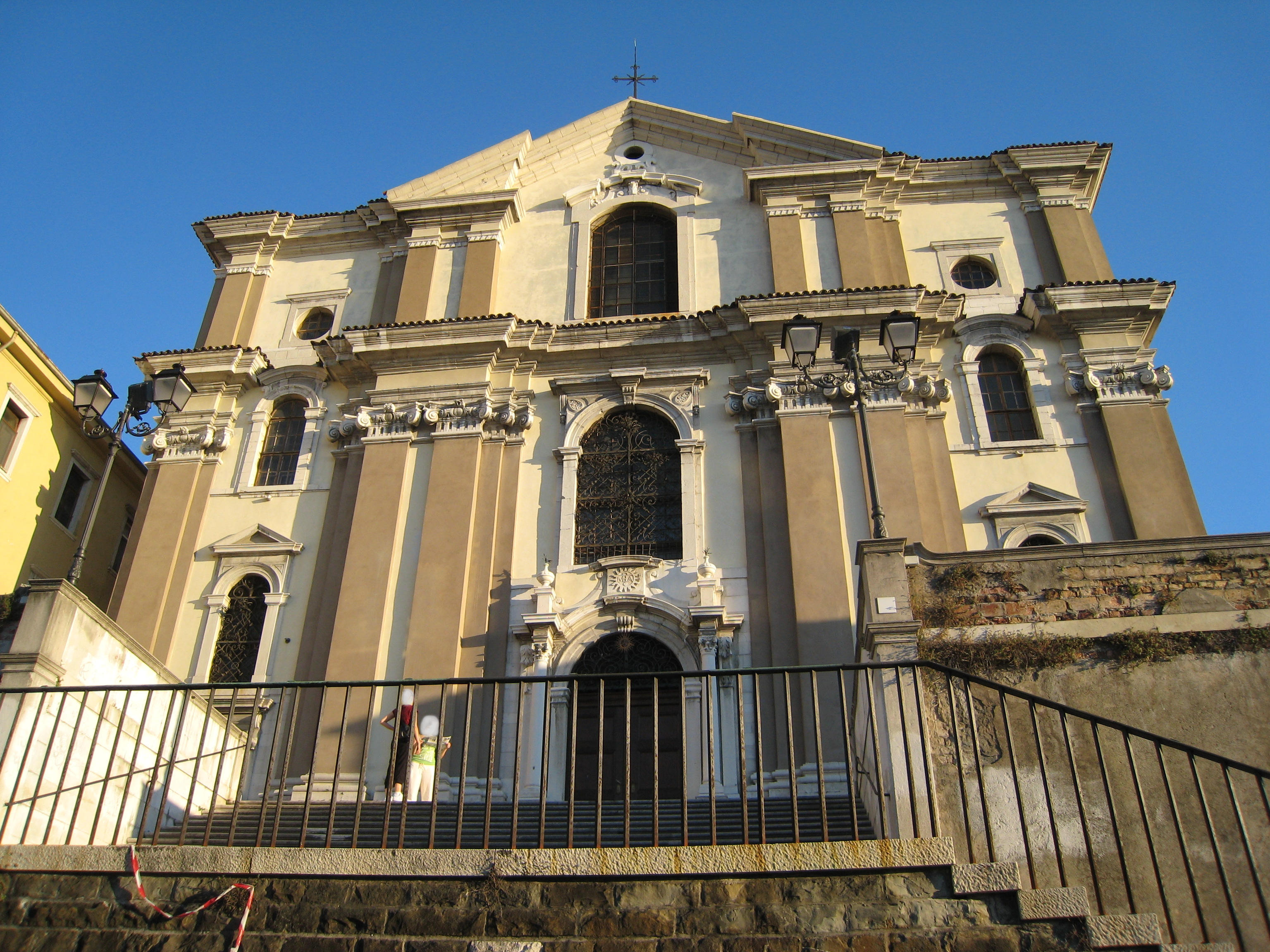
La chiesa di santa Maria Maggiore

### Architetture religiose
- La cattedrale di San Giusto è il principale edificio religioso della città, posto sulla sommità dell'omonimo colle; fu costruita tra il 1302 e il 1320, unificando due chiese già esistenti, quella di santa Maria e quella dedicata al martire san Giusto.
- La chiesa di Cristo, in via San Michele.
- La basilica di San Silvestro, situata nell'omonima piazza, è il più antico edificio religioso della città, costruito tra i secoli XI e XII.[7]
- La chiesa di Santa Maria Maggiore, situata a pochi passi dalla sopracitata basilica di san Silvestro, è un edificio in stile barocco; tra i vari dipinti spicca quello del Sassoferrato, il quale ritrae la Madonna della Salute.
- La chiesa della Beata Vergine del Soccorso.
- La chiesa della Beata Vergine del Rosario.[8]

### Architetture civili e siti archeologici
Nella zona, che era il centro dell'antica città romana di Tergeste, sono presenti molti siti archeologici risalenti all'epoca romana:
- L'Arco di Riccardo, alto 7,20 metri, risalente al I secolo d.C., presenta delle colonne (parzialmente danneggiate) dell'ordine corinzio.[9]
- Il teatro romano sorge nell'omonima via, a pochi passi da piazza Unità; in estate è luogo di concerti a cielo aperto.
- Tor Cucherna, in prossimità del colle di San Giusto, è una torre di osservazione (l'unica rimasta) delle antiche mura di cinta della città.
- Il municipio, progettato nel 1875 da Giuseppe Bruni, è l'edificio principale di piazza Unità.

### Parchi
- Il sopracitato Parco della Rimembranza, che circonda il castello e la cattedrale di San Giusto, ha un'area di circa 0,1 km².
- Il giardino di via San Michele.
- Il giardino di Villa Prandi.

## Geografia antropica

### Urbanistica
Il borgo di Città Vecchia si colloca nel centro nevralgico di Trieste. È chiuso a nord-ovest dal mar Adriatico, a nord-est dal Borgo Teresiano, a sud dal quartiere di San Giacomo e a sud-ovest da San Vito. Gran parte del quartiere è di solo accesso pedonale, specialmente le zone di Cavana e san Giusto.

### Suddivisioni storiche
Città Vecchia è composta da diversi comuni censuari o rioni, sorti e sviluppatisi in epoche diverse:
- Riborgo: la zona dietro piazza della Borsa, un tempo il ghetto ebraico cittadino.
- Cavana: complesso di vicoli e stradine pedonali a pochi passi da piazza Unità d'Italia; in passato era piena di negozi di antiquariato ma poi, con la ristrutturazione delle case ormai in degrado, è diventata una zona residenziale di pregio, con numerosi bar e gelaterie.
- San Giusto: rione posto sull'omonimo colle, è raggiungibile dalla "Scala dei Giganti" o da Cavana.

## Cultura

### Istruzione

#### Scuole
Due degli istituti secondari della città hanno sede nel rione: l'ISIS "Tomaso di Savoia duca di Genova" con indirizzo nautico di piazza Hortis e la ex sede dell'ISIS "Carducci - Dante" del corso liceale di Scienze umane in via Madonna del Mare (ora il biennio ha sede in via Rismondo, mentre il triennio in via Corsi; gli indirizzi classico, linguistico e musicale hanno sede nei pressi di Piazza Oberdan). Sul luogo della ex sede ci sono i resti di una chiesa paleocristiana.

#### Musei
- Il Museo civico di storia ed arte conserva reperti archeologici preistorici e protostorici, reperti dell'Antico Egitto, vasellame greco e cipriota e sale adibite alle civiltà centro-americane e romane.[12]
- Il Museo ebraico Carlo e Vera Wagner, in via del Monte, è il museo della comunità ebraica di Trieste.[13]
- Il Museo civico d'arte orientale è sito in via San Sebastiano; di recente inaugurazione (8 marzo 2001), il percorso museale è strutturato in tre sezioni.[14]

## Cavana
Quartiere completamente pedonalizzato: è composto da piccoli vicoli stretti e talvolta ripidi ed è dominato dalla via e piazza Cavana.

## Ghetto ebraico
La zona dietro piazza della Borsa comincia a popolarsi quando Leopoldo I d'Austria istituisce il ghetto di Trieste nel centro della città. Il ghetto si sarebbe dovuto sviluppare nelle periferie della città ma, dopo le proteste della cittadinanza, venne edificato a un passo da piazza Unità (allora piazza San Pietro). Circa cento ebrei si trasferirono nel nuovo ghetto, chiuso da alte mura con tre entrate: Beccherie, Riborgo e piazza del Rosari. Tuttavia, le porte del ghetto vennero aperte definitivamente nel 1784, con l'ordine di Giuseppe II, dopo aver emesso l'editto patente di tolleranza, in cui si estendeva la libertà religiosa.